# Плазмоцит
Плазмоцити су ћелије везивног ткива присутне у великом броју у организму на местима до којих лако допиру бактерије и протеинске честице као и тамо где постоје запаљењски (инфламаторни) процеси. Овалног су облика и пречника од 10 до 20 μm и имају ексцентрично постављено лоптасто једро. Настају од Б-лимфоцита и имају добро развијен синтетски апарат (велики број рибозома и добро развијен грануларни ендоплазматични ретикулум)у коме се стварају имуноглобулини. Понекад садрже крупне лоптасте инклузије за које се сматра да су групације дефектних имуноглобулина и које се називају Раселова тела (Russell). 